# Apocalypse de Paul

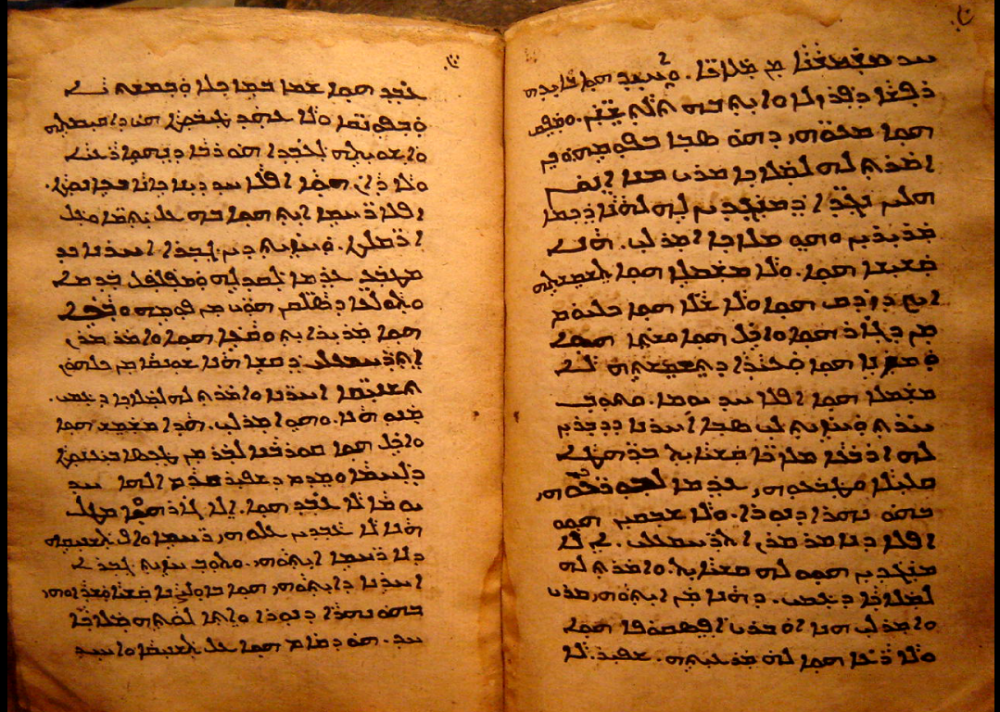
Manuscrit de lApocalypse de Paul.

 (juin 2024).
L'Apocalypse de Paul est un texte du IVe siècle - Ve siècle, qui est un apocryphe chrétien. Il existe une version éthiopienne de l'Apocalypse avec la Vierge Marie à la place de Paul de Tarse comme récepteur de la vision connue comme Apocalypse de la Vierge. Cependant, il est bon de distinguer la Visio Sancti Pauli (le texte dont nous parlons) et l’Apocalypse Gnostique de Paul, cette dernière ayant été découverte dans un codex copte de Nag Hammadi. Le contenu diffère très nettement entre les deux récits. Paul s’y élève alors hors de son corps, à l’inverse de la Visio Sancti Pauli. Le thème prédominant de cette apocalypse gnostique restant la volonté du ou des auteurs à élever Paul au même niveau que les douze apôtres et d'insister sur l'ascension de Paul plutôt que sur le destin individuel des âmes.

## Description
Le texte semble être une extension plus élaborée et réarrangée de l'Apocalypse de Pierre, et est essentiellement une description d'une vision du ciel et de l'enfer.
Le texte étend l'Apocalypse de Pierre en encadrant les raisons de la visite vers le ciel et l'enfer comme le témoignage de la mort et le jugement respectif d'un homme juste  ou méchant. 
Le texte est très moralisateur, et ajoute à l'Apocalypse de Pierre des affirmations telles que :  
- L'orgueil est la racine de tout mal ;
- Le ciel est la terre du lait et du miel ;
- L'enfer possède des rivières de feu et de glace (pour le cœur froid).

## Plan du livre
- 1-2. Découverte de l'apocalypse par un homme vivant dans la maison de Paul à Tarse.
- 3–6. Appel des éléments cosmiques à Dieu pour se plaindre du relâchement moral des chrétiens.
- 7–10. Rapport quotidien des anges à Dieu sur les hommes qu'ils gardent.
- 11–18. Mort et jugement devant Dieu d'une âme bonne, puis d'une âme pécheresse.
- 19–30. Première vision du paradis (Troisième ciel), du lac achérousien et de la Cité du Christ.
- 31–44. Vision de l'enfer à l'issue de laquelle Paul obtient un repos le dimanche pour les damnés.
- 45–51. Deuxième vision du paradis.

Le texte ne présente pas de réelle conclusion. En outre, plusieurs versions omettent la septième et dernière partie.
Dans la version copte, à la fin de la septième partie, Paul est mené au mont des Oliviers où il rencontre le Christ et les apôtres et où Marc et Timothée écrivent ce que Paul a vu.
La version syriaque raconte que Paul écrit ce qu’il a vu et enterre le manuscrit sous sa maison. Ce manuscrit est ensuite découvert sous Théodose II.

## Versions
En ce qui concerne la rédaction, les chercheurs C.-C. et R. Kappler, C. Carozzi, P. Piovanelli, F. Amsler admettent que l’original était en grec. Les recherches ne permettent pas de remonter jusqu’au texte original, mais il semble que le texte copte en est assez directement dérivé. Ensuite, un archétype du texte grec comportant une préface a été établi par la recherche et nommé Texte de Tarse, dont les versions latines que nous avons à disposition aujourd’hui seraient dérivées de même que le seul texte grec (incomplet) que nous avons à disposition, ainsi que le texte syriaque. Les manuscrits latins se recoupent nettement en deux familles : L1 (nommée « latin long », texte difficilement lisible), dominée par un manuscrit du VIIIe siècle, P (conservé à Paris), auquel se rattachent StG (Saint-Gall) (IXe siècle), et plusieurs autres rédactions plus courtes et diverses. La seconde famille est L2, très différente (par la langue) et assez brève, contenant F (Vienne) (XIVe siècle), Gz (Graz) et Z (Zürich) (XVe siècle). Il existe également des versions arméniennes, éthiopiennes, arabes et en vieux russe.

## Réception
Si aujourd’hui l’Apocalypse de Paul est peu connue et donc peu lue du public, il n’en était pas du tout de même aux premiers siècles de notre ère et tout le Moyen Âge, période pendant laquelle elle est non seulement très lue, mais surtout passablement copiée, connaissant un succès extraordinaire. L’Apocalypse de Paul a beaucoup de succès dans les langues vernaculaires du Moyen Âge européen : il existe ainsi des traductions françaises, provençales, roumaines, anglaises, galloises, allemandes, danoises, bulgares, serbes, toutes étant en langue ancienne. Entre le VIIIe et le XIe siècle en particulier, de nombreuses versions latines abrégées et remaniées foisonnent, privilégiant surtout la vision des supplices infernaux infligés aux damnés (ce sera d'ailleurs le cas en français, par exemple, où l’on ne retient presque plus que cela). C’est aussi sans compter toute l’imagerie de l’Enfer qui a puisé abondamment dans l’Apocalypse de Paul. Sa tradition s’étend pendant tout l’Occident médiéval, se diffusant sous des formes remaniées jusqu’à Dante Alighieri, dans la première des trois parties de sa Divine Comédie (1300) : l’Inferno. Ainsi, Dante écrit qu’il hésite avant d’entrer dans l’Enfer : « Mais moi, pourquoi y aller ? Ou qui le permet ? Je ne suis pas Énée, je ne suis pas Paul [non plus]. ».  
Montague Rhodes James y voit son influence dans l'Enfer de Dante (Inferno) (ii. 28 ), où Dante évoque la visite du « vase d'élection » à l'Enfer.